# Palaeocosmocerca
Palaeocosmocerca ist eine Sammelgattung für fossile Spulwürmer der Familie Cosmocercidae.
Typusart ist Palaeocosmocerca burmanica. Sie wurde in der Mantelhöhle einer fossilen Punktschnecke nachgewiesen. Sie ist der Art Cosmocercoides dukae am ähnlichsten. Der Fund erfolgte im nördlichen Myanmar. Die Art wurde in zwei Typen nachgewiesen:
- Typ 1 sind vermutlich Zweitstadiumlarven: Sie haben deutliche Lippen und die vordere Pharynxregion ist verengt. Der Schwanz verjüngt sich zu einer Spitze. Die Larven sind im Mittel 455 (410–473) µm lang und 23 (21–26) μm; dick.
- Typ 2 sind vermutlich infektiöse Drittstadium-Larven. Sie sind schlank, haben einen abgesetzten Kopf und Schwanz, undeutliche Lippen und sind im Mittel 526 (473–578) μm lang und 16 (13–18) μm dick.